# Atentatul din Barcelona (2017)
Pe 17 august 2017, o furgonetă albă a intrat în pietonii de pe La Rambla, o stradă în centrul Barcelonei, lăsând în urmă 13 morți. Ulterior, doi suspecți au pătruns într-un restaurant cu specific turcesc unde au luat ostatici. Poliția spaniolă tratează incidentul ca pe un atac terorist.

## Desfășurare

### Exploziile din Alcanar
În noaptea zilei de 16 august 2017, o explozie a distrus o casă din Alcanar. Deflagrația a ucis o femeie, a rănit alte șapte persoane și a cauzat pagube semnificative la casele din apropiere. Poliția a crezut inițial că explozia s-a datorat unei scurgeri de gaze, pentru ca ulterior să apară ipoteza conform căreia mai mulți explozivi s-au declanșat accidental. 20 de butelii de butan și propan au fost găsite în interiorul casei. Teroriștii plănuiau să încarce trei camioane cu explozivi și gaz combustibil și să le detoneze în incinta catedralei Sagrada Família.
O a doua explozie a avut loc în aceeași zonă în timpul unei excavări, cel mai probabil din cauza unei scântei care a aprins una dintre buteliile aflate sub dărâmături. Alte nouă persoane au fost rănite în deflagrație.

### Atacurile din La Rambla și Avinguda Diagonal

Harta atacului de pe La Rambla (în franceză)

Pe 17 august, în jurul orei locale 16:56, un Fiat Talento alb a intrat pe trotuarul străzii La Rambla din centrul Barcelonei. Furgoneta a mers în zigzag circa 530 de metri, lovind pietonii care circulau între Plaça de Catalunya și Gran Teatre del Liceu. Strada este una dintre cele mai cunoscute și mai populare zone ale orașului, fiind vizitată de turiști și localnici deopotrivă. Pietonii s-au adăpostit în hotelurile, restaurantele și bisericile din zonă după informația conform căreia mai mulți oameni au fost luați ostatici în restaurantul Luna de Istanbul. Informația a fost între timp infirmată de autorități. Șoferul a reușit să scape înaintea sosirii forțelor de ordine. Incidentul a provocat panică, iar poliția a intervenit la fața locului și a instituit o zonă de securitate.
În furgonetă au fost găsite actele lui Driss Oukabir (28 de ani), un cetățean marocan rezident in Spania. Acesta sustine că actele i-au fost furate de către fratele lui, Moussa Oukabir (17 ani).
După atac, un bărbat a înjunghiat mortal un civil și i-a furat mașina.
La două ore de la atacul de pe La Rambla, un Ford Focus alb a intrat într-o baricadă a poliției în Avinguda Diagonal. Au avut loc și schimburi de focuri, în urma cărora un polițist a fost rănit. Ulterior, vehiculul a ieșit din Barcelona, iar șoferul a abandonat mașina în apropierea clădirii de apartamente Walden 7 din orașul Sant Just Desvern. Polițiștii au găsit în interiorul mașinii, pe scaunul din spate, un bărbat decedat din cauza rănilor provocate de o armă ascuțită. Poliția crede că este vorba de unul din teroriștii de pe La Rambla care au fugit imediat după atac.

### Atacul din Cambrils
În dimineața zilei de 18 august, în Cambrils, un Audi A3 cu cinci persoane la bord a intrat într-o mulțime de pietoni înainte de a se răsturna la intersecția străzilor Passeig Miramar, Passeig Marítim și Rambla de Jaume I. Patru dintre pasageri, care purtau veste sinucigașe false, au început să atace trecătorii cu cuțite. O femeie de 63 de ani a murit din cauza rănilor. O polițistă și alți cinci civili a fost de asemenea răniți în atac. Un polițist care se afla în zonă i-a împușcat mortal pe patru dintre atacatori, iar al cincilea a murit din cauza rănilor câteva ore mai târziu.

## Victime
| Țară                 | Morți   | Morți     | Morți    | Răniți  | Răniți    | Răniți   |
| Țară                 | Alcanar | Barcelona | Cambrils | Alcanar | Barcelona | Cambrils |
| -------------------- | ------- | --------- | -------- | ------- | --------- | -------- |
| Spania               | 0       | 4         | 1        | 10      |           | 2        |
| Algeria              | 0       | 0         | 0        | 0       | 3         | 0        |
| Argentina            | 0       | 1         | 0        | 0       | 2         | 0        |
| Australia            | 0       | 1         | 0        | 0       | 4         | 0        |
| Belgia               | 0       | 1         | 0        | 0       | 2         | 0        |
| Brazilia             | 0       | 0         | 0        | 0       | 1         | 0        |
| Canada               | 0       | 1         | 0        | 0       | 4         | 0        |
| Columbia             | 0       | 0         | 0        | 0       | 1         | 0        |
| Cuba                 | 0       | 0         | 0        | 0       | 5         | 1        |
| Danemarca            | 0       | 0         | 0        | 0       | 2         | 0        |
| Ecuador              | 0       | 0         | 0        | 0       | 2         | 0        |
| Egipt                | 0       | 0         | 0        | 0       | 1         | 0        |
| Filipine             | 0       | 0         | 0        | 0       | 4         | 0        |
| Franța               | 0       | 0         | 0        | 4       | 28        | 0        |
| Germania             | 0       | 0         | 0        | 0       | 13        | 0        |
| Grecia               | 0       | 0         | 0        | 0       | 3         | 0        |
| Honduras             | 0       | 0         | 0        | 0       | 1         | 0        |
| Irlanda              | 0       | 0         | 0        | 0       | 1         | 0        |
| Israel               | 0       | 0         | 0        | 0       | 1         | 0        |
| Italia               | 0       | 3         | 0        | 1       | 3         | 0        |
| Japonia              | 0       | 0         | 0        | 0       | 1         | 0        |
| Macedonia            | 0       | 0         | 0        | 0       | 1         | 0        |
| Maroc                | 0       | 0         | 0        | 0       | 3         | 0        |
| Olanda               | 0       | 0         | 0        | 0       | 3         | 0        |
| Peru                 | 0       | 0         | 0        | 0       | 1         | 0        |
| Portugalia           | 0       | 2         | 0        | 0       | 0         | 0        |
| Republica Dominicană | 0       | 0         | 0        | 0       | 1         | 0        |
| România              | 0       | 0         | 0        | 0       | 3         | 0        |
| Rusia                | 0       | 0         | 0        | 0       | 1         | 0        |
| Serbia               | 0       | 0         | 0        | 0       | 1         | 0        |
| Statele Unite        | 0       | 1         | 0        | 0       | 1         | 0        |
| Taiwan               | 0       | 0         | 0        | 0       | 2         | 0        |
| Turcia               | 0       | 0         | 0        | 0       | 1         | 0        |
| Ungaria              | 0       | 0         | 0        | 0       | 1         | 0        |
| Venezuela            | 0       | 0         | 0        | 0       | 2         | 0        |
| Total                | 0       | 14        | 1        | 15      | 131       | 6        |
| Total                | 15      | 15        | 15       | 152     | 152       | 152      |